# Neville Hewitt
Neville Hewitt (* 6. April 1993 in Silver Spring, Maryland) ist ein US-amerikanischer American-Football-Spieler auf der Position des Middle Linebackers. Zurzeit spielt er für die Houston Texans in der National Football League (NFL).

## Frühe Jahre
Hewitt ging auf die Highschool in Conyers, Georgia. Später besuchte er das Georgia Military College. Nach zwei Jahren wechselte er auf die Marshall University. Hier erzielte er für das Collegefootballteam 208 Tackles, 7,5 Sacks und zwei Interceptions.

## NFL

### Miami Dolphins
Nachdem Hewitt im NFL-Draft 2015 nicht ausgewählt worden war, nahmen ihn die Miami Dolphins unter Vertrag. Am 13. September 2015 absolvierte er gegen die Washington Redskins sein Debüt in der NFL. Am 22. November des gleichen Jahres erzielte er seine erste Interception in der NFL im Spiel gegen die Dallas Cowboys.

### New York Jets
Am 28. März 2018 unterschrieb Hewitt einen Einjahresvertrag bei den New York Jets. Am 13. März 2019 wurde sein Vertrag um ein Jahr verlängert. Am 25. März 2020 um ein weiteres Jahr.

### Houston Texans
Am 7. Mai 2021 nahmen die Houston Texans Hewitt unter Vertrag. Er kam 2021 in 17 Spiele zum Einsatz, davon fünfmal als Starter. Im März 2022 verlängerte er seinen Vertrag in Houston um ein Jahr. Auch für die Spielzeiten 2023 und 2024 unterschrieb Hewitt, der ab 2022 vorwiegend in den Special Teams spielte, erneut bei den Texans.